# Cortes do Meio
Cortes do Meio es una freguesia portuguesa del concelho de Covilhã, en el distrito de Castelo Branco, con 48,19 km² de superficie y 884 habitantes (2011). Su densidad de población es de 20,1 hab/km².
Situada sobre el río Paúl, a 15 km de la cabecera del concelho y limítrofe con el de Manteigas, ya en el distrito de Guarda, Cortes do Meio está formada por cuatro núcleos de población: Penhas da Saúde, Bouça, Cortes de Baixo y Ourondinho.
Freguesia eminentemente rural, su economía tradicional se basaba en el ganado caprino, a lo que alude la iconografía de su escudo, que recoge también una alusión a los molinos que abundaban en la ribera del río. En su término existen tres minas de wolframio, intensamente explotadas durante la Segunda Guerra Mundial, pero hoy abandonadas.
La freguesia obtuvo su independencia administrativa el 27 de enero de 1859, después de haber pertenecido como anexo a la de Tortosendo y, entre 1837 y 1845, a la de Unhais da Serra.